# Heterographa zelleri
Heterographa zelleri är en fjärilsart som beskrevs av Hugo Theodor Christoph 1876. Heterographa zelleri ingår i släktet Heterographa och familjen nattflyn. Inga underarter finns listade i Catalogue of Life.